# Ilona Dankó
Ilona Dankó (* 6. Januar 1973 in Ózd) ist eine ehemalige ungarische Gewichtheberin. Sie war Mitglied des Vereins Haladás-Vasjármű und wurde von Ferenc Antalovits trainiert.

## Karriere
Dankó gewann bei den Europameisterschaften 1994 die Bronzemedaille in der Klasse bis 70 kg. Bei den Weltmeisterschaften 1996 wurde sie Vierte im Zweikampf und gewann Gold im Reißen. 1997 wurde sie sowohl bei den Europameisterschaften als auch bei den Weltmeisterschaften Dritte. Bei den Europameisterschaften 1998 gewann sie Silber im Zweikampf und im Stoßen und Gold im Reißen in der Klasse bis 75 kg. 2001 wurde sie bei den Europameisterschaften Zweite und 2002 Dritte. Bei den Weltmeisterschaften 2002 erreichte sie im Zweikampf den vierten und im Reißen den dritten Platz. 2003 wurde sie wegen eines Dopingverstoßes bis 2005 gesperrt.